# Организация центрального договора
СЕ́НТО (англ. CENTO, CenTO, Cento) — Организа́ция Центра́льного Догово́ра, Организация центрального договора, (англ. The Central Treaty Organization, The Baghdad Pact, тур. Merkezi Antlaşma Teşkilatı, Bağdat Paktı, перс.  سازمان پیمان مرکزی ‎, араб.  حلف بغداد ‎), в 1955—1958 годах также часто использовалось название Багда́дский пакт (Багда́дский догово́р), военно-политическая группировка на Ближнем и Среднем Востоке, созданная по инициативе Великобритании, США и Турции и существовавшая в 1955—1979 годах.

## Заключение Багдадского пакта
После окончания Второй мировой войны Соединённые Штаты Америки и Великобритания вынашивали планы воссоздания Ближневосточной Антанты, которая формально существовала в 1938—1948 годах на основе Саадабадского пакта 1937 года, объединявшего Афганистан, Ирак, Иран и Турцию. Тот союз был весьма некрепким в основном из-за того, что объединял страны различных титульных наций: турок, персов, арабов, пуштунов. Поэтому США надеялись создать новый ближневосточный союз, так называемый «Восточный блок», на основе одной нации из Ирака и других независимых арабских государств, однако Первая арабо-израильская война привела к американо-арабским противоречиям. Речь теперь стала идти о возвращении к первоначальному проекту: Турция — Ирак — Иран — Афганистан, хотя позже по ряду причин Афганистан пришлось заменить на недавно получивший суверенитет Пакистан. Ещё до подписания Багдадского пакта Турция и Пакистан в феврале 1954 года заключили договор (пакт) о взаимовыгодном сотрудничестве.
Начало же деятельности СЕНТО было положено заключением в Багдаде 24 февраля 1955 года военного пакта между Ираком и Турцией, к которому присоединились 4 апреля Великобритания, 23 сентября Пакистан, 3 ноября Иран.
СЕНТО мыслился как военный блок для региона Юго-Западной Азии и Индийского океана, его аналогом был СЕАТО (1956—1977 годы) — военный блок для региона Юго-Восточной Азии и Тихого океана. В 1959 году, однако, Ирак покинул союз, и СЕНТО потерял в своём составе представителя Арабского мира, в том же году США подписали с Ираном, Пакистаном и Турцией двусторонние соглашения о сотрудничестве против прямой или косвенной «коммунистической агрессии». Эти соглашения стали играть определяющую роль в деятельности СЕНТО, направленной против просоветских, антизападных и прочих «подрывных» сил в районе действия этой организации. Участники СЕНТО регулярно проводили военно-морские, военно-воздушные и сухопутные манёвры.

## Состав СЕНТО
В СЕНТО официально входили:
- Великобритания (с апреля 1955),
- Королевство Ирак (до марта 1959),
- Иран (ноябрь 1955 — март 1979),
- Пакистан (сентябрь 1955 — март 1979),
- Турция.

 США, формально не являясь членом СЕНТО, с 1956—1957 годов входили в её основные комитеты и являлось «ассоциированным членом блока».
Великобритания и Турция (вместе с США) одновременно являлись членами основного западного военно-политического блока — НАТО.

## Организационная структура СЕНТО
Главными органами СЕНТО были: Постоянный совет министров (сессии проводились ежегодно), Секретариат (во главе с руководителем организации — генеральным секретарём) и 4 комитета (военный, по борьбе с «подрывной деятельностью», экономический и связи); имелся Объединённый штаб военного планирования блока, а также ряд подкомитетов и технических групп. Штаб-квартира находилась в Анкаре (Турция).
Список генеральных секретарей СЕНТО:
| Период    | Имя                            | Гражданство                   |
| --------- | ------------------------------ | ----------------------------- |
| 1955—1958 | Авни Халиди                    | Королевство Ирак              |
| 1959—1961 | Мирза О. А. Бег                | Исламская Республика Пакистан |
| 1962—1968 | Аббас-Али Халатбари            | Шаханшахское Государство Иран |
| 1968—1972 | Тургут Менеменджиоглу          | Турецкая Республика           |
| 1972—1975 | Насир Ассар                    | Шаханшахское Государство Иран |
| 1975—1977 | Халук Байюлкен                 | Турецкая Республика           |
| 1977—1978 | Сидар Хасан Махмуд (временный) | Исламская Республика Пакистан |
| 1978—1979 | Камран Гюрюн                   | Турецкая Республика           |

## Начало деятельности организации
Проблемы с составом СЕНТО возникли почти с самого начала её существования. Великобритания совместно с Израилем и Францией в 1956—1957 годах атаковали Египет в ответ на национализацию тем Суэцкого канала. Одним из следствий этого конфликта стал подъём национализма в арабских странах, в числе которых оказалась и антимонархическая Революция 14 июля 1958 года в Ираке, в результате которой 24 марта 1959 года он официально вышел из организации. В 1962 году подобная революция произошла и в Северном Йемене, хотя и не входившем в СЕНТО, но располагавшемся в зоне действия договора.
В 1958 году Султанат Маскат, находившийся под британским протекторатом, передал Пакистану своё последнее заморское владение — портовый город Гвадар. Между тем ситуация в самом Маскате, а также формально независимом Имамате Оман всё больше накалялась. В 1959 году после активизации оманских сепаратистов в Султанате Маскат и усиления национально-освободительной борьбы в Имамате Оман британские войска совместно с маскатским султаном оккупировали бо́льшую часть Имамата Оман, что привело к серьёзным протестам международного сообщества на протяжении всех 1960-х годов. Наряду с Оманом особенно ожесточённым оказалось освободительное движение и в Южном Йемене в 1963—1967 годах.

## Распад блока
Вскоре Великобритания стала постепенно утрачивать свои владения в регионе Среднего и Ближнего Востока, независимость получили: Кипр (1960), Кувейт (1961), Мальдивы (1965), Народная Демократическая Республика Йемен (1967), а также страны юга Персидского залива и Восточной Аравии: Оман, Катар, Бахрейн и ОАЭ (1971). В частности, последние перечисленные страны получили независимость в основном из-за решения Лондона в начале 1970 года о выводе британских войск из районов «к востоку от Суэца» (в первую очередь имелось в виду закрытие британских военных баз в протекторатах Персидского залива).
В 1971 году от Пакистана отделился Восточный Пакистан (Бангладеш). Кроме того, в 1960-х — начале 1970-х годов между странами, входящими в СЕНТО, обнаружились разногласия. Некоторые из азиатских участников блока осудили курс правительства Израиля (Шестидневная война 1967 года, Война Судного дня 1973 года и другие), поддержанного США и другими западными державами, и выступили за усиление в рамках блока экономического сотрудничества, считая такое сотрудничество одной из важнейших задач организации.
В 1974 году Турция осуществила вторжение на Кипр, где ещё оставались британские военные базы, и оккупировала север острова. Турецкая агрессия, хотя и имела под собой определённые основания, но была негативно воспринята рядом участников СЕНТО.
Исламская революция в Иране привела к выходу из СЕНТО Ирана и Пакистана 12 марта 1979 года. В результате в составе блока остались лишь страны-члены НАТО, и 15 марта правительство Турции выступило с заявлением о решении выйти из блока и инициативе о прекращении деятельности СЕНТО, так как она фактически утратила свои функции.
30 апреля представители Турции, Пакистана, Великобритании и считавшихся «ассоциированным членом блока» США было решено распустить блок. Формально СЕНТО функционировала до 26 сентября 1979 года.